# Strategický rámec Česká republika 2030
Strategický rámec Česká republika 2030 (dále jen ČR 2030) je konceptuální dokument stanovující priority a cíle pro rozvoj České republiky do roku 2030. Navazuje na Strategický rámec udržitelného rozvoje ČR z roku 2010 a zároveň zohledňuje Cíle udržitelného rozvoje OSN z roku 2015. Dokument vláda schválila 19. dubna 2017.

## Historie
ČR 2030 je výsledkem dlouhodobé snahy ČR o směřování k udržitelnému rozvoji. ČR se jako aktivní členská země OSN a EU hlásí k principům udržitelného rozvoje, které by ve své vnitrostátní i mezinárodní politice měla dodržovat (základní principy udržitelného rozvoje jsou obsaženy už v preambuli ústavy ČR z roku 1993). Úkolem ČR 2030 je vytvořit základní rámec pro ostatní strategické dokumenty na národní, krajské i místní úrovni.

### Návaznost na politiku OSN
Z dlouhodobé perspektivy mezinárodní politiky navazuje ČR 2030 na programové dokumenty OSN. Prvním z nich je Agenda 21, základní dokument udržitelného rozvoje, který byl přijat na summitu OSN v Riu de Janeiro v roce 1992. Tento dokument ustanovuje konsenzuální rámec globálního rozvoje pro 21. století. Na něj navázaly v roce 2000 tzv. Rozvojové cíle tisíciletí (Millenium Development Goals, neboli MDGs). Ty stanovily 8 konkrétních cílů udržitelného rozvoje, které bylo třeba splnit do roku 2015.
Jak vyplývá z MDG Gap report Analysis Archivováno 2. 7. 2017 na Wayback Machine., kterou OSN vydala v roce 2015, řadu z těchto cílů se podařilo naplnit, hlavní problémy však stále přetrvávají.  V návaznosti na MDGs proto na konferenci v New Yorku na podzim 2015 přijalo OSN novou agendu, která stanovuje tzv. Cíle udržitelného rozvoje (tzv. Sustainable Development Goals, neboli SDGs), které je třeba splnit do roku 2030. Strategický rámec ČR 2030 zohledňuje SDGs pro specifické podmínky na národní, krajské a místní úrovni v České republice.

### Návaznost na politiku ČR
Vláda v roce 2010 schválila Strategický rámec udržitelného rozvoje, jehož úkolem bylo „plnit závazky, které ČR přijala v kontextu svého členství v OSN a EU [tzn. především v přímé návaznosti na Rozvojové cíle tisíciletí], při respektování specifických podmínek ČR.“ Platnost tohoto rámce vypršela v posledním roce plnění MDGs, tedy v roce 2015. Už původní rámec počítal s tím, že bude po svém vypršení v roce 2015 nahrazen novým, zaktualizovaným dokumentem.

### Příprava strategického rámce Česká republika 2030
O procesu tvorby detailně pojednává externí článek, který je k dispozici zde na stránkách www.vlada.cz. Celý dokument od počátku vznikal participativním způsobem ve spolupráci s akademickou, soukromou i neziskovou sférou. Příprava začala v létě 2015, kdy byly jménem předsedy vlády (který je zároveň i předsedou Rady vlády pro udržitelný rozvoj, dále RVUR) osloveny poradní orgány vlády a sítě neziskových organizací s žádostí o zaslání tezí k rozvoji. Celkem přišlo 172 tezí od 49 organizací a institucí.
Teze byly vyhodnoceny pomocí delfské metody týmem RVUR, který zahrnoval také pracovníky Národní sítě pro foresight (šest akademických pracovišť a think-tanků zabývajících se metodami strategického řízení a prognóz budoucího vývoje). Na základě jejich hodnocení byly teze zklastrovány do klíčových oblastí. Souběžně s tím byly v průběhu podzimu 2015 analyzovány dostupné studie zabývající se megatrendy, které zásadním způsobem v blízké dostupnosti ovlivní rozvoj České republiky.
Participativní prvky se do procesu přípravy dokumentu dále promítly zejména v podobě konání kulatých stolů ve formátu World-Café, které se uskutečnily na jaře 2016. Kulatých stolů se konalo celkem šest, vždy k jedné z identifikovaných oblastí strategie.  Jednotlivých sezení se zúčastnilo  50 – 60 osob. Lidé, kteří se nemohli zúčastnit osobně, byli zapojeni pomocí elektronického dotazníku. Kromě toho měli klíčoví aktéři i veřejnost možnost do září 2016 připomínkovat draft dokumentu.
V průběhu léta a podzimu 2016 byly postupně sestaveny dvě draftové verze dokumentu, proběhlo zjišťovací řízení SEA a veřejné připomínkovací řízení. Výsledná verze dokumentu byla postoupena k meziresortnímu připomínkovému řízení v prosinci 2016. Finální verze strategie byla projednána a schválena vládou 19. dubna 2017.

## Obsah dokumentu

### Vize rozvoje ČR
Důležitou součástí dokumentu je vize rozvoje ČR. Ta předchází každé kapitole strategie, kde konkrétně vytyčuje směr, kterým se v dané oblasti rozvoj ČR má ubírat. V úvodu dokumentu lze najít souhrnnou vizi:
„Česká republika je v roce 2030 demokratickým, právním státem založeným na respektu k občanským, politickým, hospodářským a sociálním právům svých obyvatel a rozvíjejícím svou kulturně danou identitu. Zajišťuje vysokou kvalitu života populace a současně respektuje přírodní a územní limity a chrání biologickou rozmanitost. Cíleně také napomáhá dosažení těchto hodnot jinde ve světě. Udržitelný rozvoj České republiky je poměřován zvyšováním kvality života každého jednotlivce i společnosti jako celku. Naplňuje potřeby přítomných generací, aniž by ohrozil schopnost budoucích generací naplňovat ty své. Česká republika je soudržnou, aktivní a podnikavou společností rovných příležitostí a minimalizuje strukturální a sociální nerovnosti. Společnost a struktury rozhodování jsou odolné a pružné, schopné včas rozpoznat možná vývojová rizika a racionálně reagovat na neočekávané změny a měnící se dynamiku globálního vývoje. Odolnost společenských vazeb a struktur a věcné řešení problémů jsou posilovány diskusí a dohodou.“

### Principy udržitelného rozvoje
V úvodu ČR 2030 se stanovují principy udržitelného rozvoje, které se promítají do všech identifikovaných klíčových oblastí, kterými se strategie zabývá. Na těchto principech stojí celý obsah dokumentu. Jsou to:
1. Mějme na paměti, že udržitelný rozvoj je komplexní a dynamický systém
2. Zachovávejme a podporujme rozmanitost
3. Respektujme základní lidská práva
4. Participujme, diskutujme, buďme transparentní a hledejme nenásilná řešení konfliktů
5. Učme se
6. Mysleme globálně a dlouhodobě, jednejme lokálně

### Kapitoly
Stěžejní část dokumentu tvoří šest kapitol, z nichž každá se věnuje jedné z identifikovaných klíčových oblastí rozvoje ČR. U každé z nich je ve snaze zdůraznit návaznost na Agendu 2030 znázorněna v úvodu kapitoly provázanost s jednotlivými SDGs. Vzhledem k tomu, že kapitoly netvoří izolované problémy, ale navzájem se doplňují, jsou v dokumentu často zdůrazňovány vazby na jiné klíčové oblasti. Každá kapitola začíná vizí a úvodem, následuje podrobný rozbor oblasti strukturovaný do jednotlivých podkapitol, na jejichž základě jsou v závěru kapitoly formulovány konkrétní cíle pro rozvoj.
Podklady pro tyto kapitoly vznikly jednak na kulatých stolech, jednak na základě analýzy megatrendů a jednak na základě analýzy rozvoje, kterou v dokumentu shrnuje SWOT analýza členěná pro každou klíčovou oblast. Detailní analýza rozvoje součástí dokumentu jako příloha.
Níže je uvedena struktura dokumentu dle jednotlivých kapitol a podkapitol. U každé podkapitoly je navíc vždy uveden hlavní strategický cíl, který se k ní váže:
1. Lidé a společnost
  - Rodina a komunita: Společenské klima je vůči rodinám všestranně příznivé, bariéry a společenské tlaky jsou minimalizovány. Rodina, rodičovství a manželství požívají zvláštní zákonné ochrany a jsou společensky vysoce oceňovány.
  - Práce: Technologický a sociální rozvoj rozšiřují přístup k důstojné práci.
  - Nerovnosti: Strukturální nerovnosti ve společnosti jsou nízké.
  - Vzdělávání: Vzdělávání rozvíjí individuální potenciál jedinců a jejich schopnost zvládat i ovlivňovat změny a podporuje soudržnou společnost orientovanou na udržitelný rozvoj.
  - Zdraví: Zdraví všech skupin obyvatel se zlepšuje.
  - Kultura: Vyšší veřejné investice podporují klíčové funkce kultury a rovný přístup ke kultuře a kreativitě.
2. Hospodářský model
  - Hospodářské instituce: Ekonomika dlouhodobě roste a domácí sektor je silný.
  - Výzkum, vývoj a inovace: Česko má dobře fungující a stabilní instituce pro podporu aplikovaného výzkumu a vývoje a pro identifikaci příležitostí v této oblasti.
  - Hospodaření se zdroji: Přírodní zdroje jsou využívány co nejefektivněji a nejšetrněji tak, aby se minimalizovaly externí náklady, které jejich spotřeba působí.
  - Infrastruktura: Ekonomické aktivity podporuje stabilní a funkční infrastruktura.
  - Soustava veřejných financí: Fiskální systém jako předpoklad úspěšného hospodářství je stabilní.
3. Odolné ekosystémy
  - Krajina a ekosystémové služby: Krajina ČR je pojímána jako komplexní ekosystém a ekosystémové služby poskytují vhodný rámec pro rozvoj lidské společnosti.
  - Biologická rozmanitost: Česká krajina je pestrá a dochází k obnově biologické rozmanitosti.
  - Voda v krajině: Krajina je adaptována na změnu klimatu a její struktura napomáhá zadržování vody.
  - Péče o půdu: Půdy jsou chráněny před degradací a potenciál krajiny je v maximální možné míře využíván k zachycování a ukládání uhlíku.
4. Obce a regiony
  - Surbanizace a rostoucí prostorová mobilita: Veřejné služby v území jsou pro všechny obyvatele lépe dostupné.
  - Regionální nerovnosti: Růst kvality života v jednotlivých municipalitách snižuje regionální nerovnosti.
  - Nárůst významu nestátních aktérů a rozvoj komunit: Kvalitní urbánní rozvoj sídelních útvarů je zajištěn (Města jsou přátelská ke všem věkovým skupinám; Obce běžně plánují rozvoje za účasti veřejnosti).
  - Kompetence a kvalita územní veřejné správy pro udržitelný rozvoj sídel: Územní veřejná správa cíleně využívá nástroje pro udržitelný rozvoj municipalit.
  - Adaptace sídel na změnu klimatu: Města a obce omezila emise skleníkových plynů a adaptovala se na negativní dopady změny klimatu.
5. Globální rozvoj
  - Globální prostředí podporující udržitelný rozvoj: Česká republika aktivně a s důrazem na národní priority spoluutváří prostředí podporující udržitelný rozvoj na globální úrovni a na úrovni Evropské unie.
  - Koherence politik: Posílením koherence vnitřních politik s vnějším dopadem podporuje Česká republika globální udržitelný rozvoj.
6. Dobré vládnutí
  - Demokratičnost vládnutí
  - Dlouhodobá efektivita vládnutí
  - Hlavní cíle oblasti (spadající pod obě podkapitoly zároveň):
    - Tvůrci a tvůrkyně veřejných politik mají znalosti a dovednosti, které jim umožňují plnohodnotnou účast ve veřejné rozpravě.
    - Veřejné politiky jsou soudržné ve vztahu k cílům strategického rámce Česká republika 2030.
    - Tvůrci a tvůrkyně veřejných politik mají kvalitní a snadno dostupná data a informace pro potřeby rozhodování.
    - Inovace v tvorbě veřejných politik jsou progresivním řešením, které zvyšuje demokratičnost a/nebo dlouhodobou efektivitu veřejných politik; takové inovace jsou trvalou součástí fungování veřejné správy na všech úrovních.
    - Zvýšila se kvalita vládnutí z hlediska příjemců veřejných politik

### Sada indikátorů ČR 2030
Na rozdíl od dokumentu SRUR, který pracoval jen s indikátory měřícími naplňování jednotlivých cílových os, obsahuje ČR 2030 sadu indikátorů, která má sloužit ke sledování naplňování jednotlivých specifických cílů. Indikátorová sada vychází předně z již existujících indikátorů a indikátorů SRUR. V dokumentu se zdůrazňuje, že daná sada indikátorů není finální a očekává se, že se bude postupem času dle potřeby doplňovat a aktualizovat.

## Implementace
Česká republika 2030 je zastřešujícím strategickým rámcem pro národní, krajskou a místní úroveň. Na ni má ještě v roce 2017 navázat implementační dokument, který zajistí její provázanost s dalšími dokumenty a upřesní konkrétní kroky k jejímu naplnění. Součástí implementace bude sledování souladu všech národních strategických dokumentů, strategií rozvoje krajů, koncepcí, programů a opatření, které mají strukturální dopad na dlouhodobý rozvoj České republiky.
Hodnocení souladu strategických dokumentů, programů a opatření s ČR 2030, naplňování principů udržitelného rozvoje a pokrok v oblasti kvality života a udržitelného rozvoje bude hodnocen Zprávou o kvalitě života a její udržitelnosti, která bude vládě předkládána vždy jednou za dva roky na základě indikátorů schválených jako součást ČR 2030. K měření postupu dosahování specifických cílů a jako podklad pro zpracování pravidelné hodnotící zprávy má sloužit indikátorová sada ČR 2030.
Konkrétní opatření k naplnění strategických cílů jsou v gesci příslušných resortů či Úřadu vlády dle aktuálních kompetencí. Úřad vlády, respektive Odbor pro udržitelný rozvoj a RVUR, které jsou odpovědné za tvorbu implementačního dokumentu a průběžné zpracovávání hodnotících zpráv, budou mít v samotném procesu naplňování ČR 2030 pouze roli „koordinátora a podpůrné expertní sítě.“

## Kritika
S ohledem na radikální a ambiciózní cíle, které si nové rozvojové strategické dokumenty typu Agenda 2030 a ČR 2030 vytyčují, se objevuje kritika, že jich nebude možné dosáhnout bez zásadní změny správy, tzn změny jak institucionálního, tak procedurálního charakteru. Problém statu quo spočívá v tom, že současný správní systém umí velmi dobře řešit izolované problémy lineárního charakteru (například dovézt vodu tam, kde dočasně chybí) ovšem problémy komplexního charakteru, kterým čelíme v éře globalizace, v níž je vše propojené, efektivně řešit neumí.
Konkrétně v souvislosti s Agendou 2030 a se Strategickým rámcem ČR 2030 to v rozhovoru pro server www.udrzitelny-rozvoj.cz zmínil ředitel Mezinárodního institutu aplikovaných systémových analýz (IIASA), prof. Pavel Kabat: „Co mi zde chybí, je nástin toho, jak cílů dosáhnout. To je bohužel obecně typické pro všechny strategické dokumenty a pro způsob, jakým pracujeme.“  Kabat v rozhovoru zmiňuje, že největší překážkou v implementaci těchto dokumentů je izolované řešení problémů. Zaprvé, že z hlediska státní správy si jednotlivá témata rozdělují do svých gescí ministerstva, odbory atd., a zadruhé, že izolovaně a nedostatečně propojeně funguje i společnost jako celek napříč sektory: „potřebujeme propojit aplikovanou vědu, vědní inženýrství a společenské instituce. Je potřeba přistupovat k tomu shora dolů – od globální úrovně na národní a z národní úrovně na regionální a ne jen čekat, že se nějakým zázračným způsobem proces implementace najednou povede změřit. A toto mi bohužel chybí i v ČR 2030.“